# Лейтес, Талес
Талес Лейтес Лоренсо (порт. Thales Leites Lourenço; род. 6 сентября 1981, Рио-де-Жанейро, Бразилия) — бразильский боец смешанных единоборств, представитель средней весовых категорий. Выступал на профессиональном уровне начиная с 2003 года по 2018 год, известен по участию в турнирах бойцовской организации UFC, владеет чёрным поясом по бразильскому джиу-джитсу. Экс-чемпион Superior Challenge в среднем весе. Был претендентом на титул чемпиона UFC в среднем весе.

## Карьера в смешанных единоборствах
Дебют Лейтеса в смешанных боевых искусствах состоялся в 2003 году Shooto в Бразилии и одержал победу сабмишеном над Фелипе Аринелли. После этого он одержал ещё две победы подряд, и дебютировал в промоушене Rumble on the Rock в 2005 году, победив Адама Роланда.
После этого Лейтес вернулся в Бразилию, и подрался с Густаво Мачадо, который на тот момент находился на полосе из двух побед в японском промоушене Pancrase. Лейтес победил более опытного Мачадо сабмишеном в третьем раунде, и был приглашён обратно в Rumble on the Rock, чтобы подраться с гавайским бойцом Роналдом Жуном в сентябре. Лейтес снова одержал победу, одолев Жуна техническим нокаутом.
Затем последовали победы над Осами Сибуя под эгидой японского промоушена MARS и над Жозе Ланди-Джонсом в бразильском Jungle Fight. Несмотря на то, что Лейтес не был таким опытным, как его соперники, он одержал победу в обоих поединках, и довёл свой рекорд до девяти побед.

### Ultimate Fighting Championship
В сентябре 2006 года, Лейтес должен был дебютировать в UFC против ветерана в среднем весе Нейта Марквардта. Однако из-за проблем с его проездными документами, Лейтес был не в состоянии конкурировать на этом мероприятии, как планировалось.
Лейтес дебютировал в The Ultimate Fighting 4 финал, где он проиграл единогласным решением Мартину Кампманну.
Бразилец вернулся в клетку на турнире UFC 69, и решением судей победил участника шоу The Ultimate Fighter 4, Пита Сэлла. На турнире The Ultimate Fighter 5 Finale, Лейтес сабмишеном победил Флойда Суорда.
Лейтес следующий бой провёл против Райана Дженсена на турнире UFC 72, и одержал победу сабмишеном в первом раунде.
Лейтес встретился в клетке с Нейтом Марквардтом на турнире UFC 85, и одержал победу раздельным решением судей в довольно противоречивом поединке.
В прелимах турнира UFC 90 Лейтес засабмитил Дрю Макфедриса, и после этого бразилец получил возможность побороться за титул против Андерсона Сильвы. Этот бой прошёл на UFC 97 в Монреале, и Лейтес проиграл единогласным решением судей.
Талес Лейтес вернулся в клетку на турнире UFC 101, и раздельным решением судей проиграл Алессио Сакаре.
После этого поражения Лейтес, вместе с Джорджем Рупом и Тамдэном Макрори, был уволен из UFC.

## Возвращение в UFC
После трёх побед подряд Лейтес снова был подписан в UFC, и вернулся в клетку 3 августа 2013 года против Тома Уотсона на UFC 163. Он одержал победу единогласным решением судей в довольно одностороннем поединке.
16 ноября 2013 года Лейтес решением судей победил Эда Хермана, а на турнире UFC Fight Night 39 в апреле 2014 года он техническим нокаутом в первом раунде победил Тревора Смита.
23 августа 2014 года Лейтес провёл бой с топовым бойцом UFC Франсисом Кармота на UFC Fight Night 49 и выиграв нокаутом во втором раунде. Эта победа также принесла Лейтесу бонус за «Выступление вечера».
Бразилец вернулся в клетку 31 января 2015 года, против Тима Боуча на турнире UFC 183. Он одержал победу техническим сабмишеном во 2 раунде, и получил бонусы за «Бой вечера» и «Выступление вечера».
18 июля 2015 года на UFC Fight Night 72, Лейтес провёл бой с будущим чемпионом UFC Майклом Биспингом. Лейтес уступил спорным решением судей. Некоторые фанаты посчитали, что Биспингу просто подарили победу тем вечером.
27 февраля 2016 года на UFC Fight Night 84 Лейтес провёл бой с экс-чемпионом Strikeforce и Dream голландцем с армянскими корнями Гегардом Мусаси. Лейтес проиграл бой единогласным решением судей и это поражение стало вторым подряд.
В следующем бою Лейтес встретился с Крисом Камоцци 6 августа 2016 года на UFC Fight Night 92. Лейтес выиграл сабмишном в третьем раунде.
Следующий бой Лейтес проиграл по очкам Кшиштофу Йотко, 19 ноября 2016 года на UFC Fight Night 100.

## Титулы и достижения
- Ultimate Fighting Championship
  - Обладатель премии «Выступление вечера» (два раза) против Франсиса Кармона и Тима Боуча
  - Обладатель премии «Удушающий приём вечера» (один раз) против Райана Йенсена
  - Обладатель премии «Лучший бой вечера» (один раз) против Тима Боуча
- Superior Challenge
  - Чемпион Superior Challenge в среднем весе (один раз)
- MMAJunkie.com
  - Лучший болевой месяца (январь 2015) против Тима Боуча

## Статистика
| Боёв 37  | Побед 28 | Поражений 9 |
| -------- | -------- | ----------- |
| Нокаутом | 4        | 1           |
| Сдачей   | 15       | 1           |
| Решением | 9        | 7           |

| Результат | Рекорд | Соперник            | Способ                                      | Турнир                                           | Дата             | Раунд | Время | Место                          | Примечание                                                |
| --------- | ------ | ------------------- | ------------------------------------------- | ------------------------------------------------ | ---------------- | ----- | ----- | ------------------------------ | --------------------------------------------------------- |
| Победа    | 28–9   | Гектор Ломбард      | Единогласное решение                        | UFC Fight Night: Santos vs. Anders               | 22 сентября 2018 | 3     | 5:00  | Сан-Паулу, Бразилия            |                                                           |
| Поражение | 27–9   | Джек Херманссон     | TKO (удары)                                 | UFC 224                                          | 12 мая 2018      | 3     | 2:10  | Рио-де-Жанейро, Бразилия       |                                                           |
| Поражение | 27–8   | Брэд Таварес        | Единогласное решение                        | UFC 216                                          | 7 октября 2017   | 3     | 5:00  | Лас-Вегас, США                 |                                                           |
| Победа    | 27-7   | Сэм Алви            | Единогласное решение                        | UFC Fight Night: Swanson vs. Lobov               | 22 апреля 2017   | 3     | 5:00  | Нэшвилл, Теннесси, США         |                                                           |
| Поражение | 26-7   | Кшиштоф Йотко       | Единогласное решение                        | UFC Fight Night: Bader vs. Nogueira 2            | 19 ноября 2016   | 3     | 5:00  | Сан-Паулу, Бразилия            |                                                           |
| Победа    | 26-6   | Крис Камоцци        | Удушающий приём (сзади)                     | UFC Fight Night: Rodríguez vs. Caceres           | 6 августа 2016   | 3     | 2:58  | Солт-Лейк-Сити, Юта, США       |                                                           |
| Поражение | 25-6   | Гегард Мусаси       | Единогласное решение                        | UFC Fight Night: Silva vs. Bisping               | 27 февраля 2016  | 3     | 5.00  | Лондон, Англия                 |                                                           |
| Поражение | 25-5   | Майкл Биспинг       | Раздельное решение                          | UFC Fight Night: Bisping vs. Leites              | 18 июля 2015     | 5     | 5:00  | Глазго, Шотландия              |                                                           |
| Победа    | 25-4   | Тим Боуч            | Удушающий приём (ручным треугольником)      | UFC 183                                          | 31 января 2015   | 2     | 3:45  | Лас-Вегас, США                 | Выступление вечера. Лучший бой вечера.                    |
| Победа    | 24-4   | Франсис Кармон      | KO (удары)                                  | UFC Fight Night: Henderson vs. dos Anjos         | 23 августа 2014  | 2     | 0:20  | Талса, Оклахома, США           | Выступление вечера.                                       |
| Победа    | 23-4   | Тревор Смит         | TKO (удары)                                 | UFC Fight Night: Nogueira vs. Nelson             | 11 апреля 2014   | 1     | 0:45  | Абу-Даби, ОАЭ                  |                                                           |
| Победа    | 22-4   | Эд Херман           | Единогласное решение                        | UFC 167                                          | 16 ноября 2013   | 3     | 5:00  | Лас-Вегас, США                 |                                                           |
| Победа    | 21-4   | Том Уотсон          | Единогласное решение                        | UFC 163                                          | 3 августа 2013   | 3     | 5:00  | Рио-де-Жанейро, Бразилия       |                                                           |
| Победа    | 20-4   | Мэтт Хорвич         | Удушающий приём (ручным треугольником)      | Amazon Forest Combat 2                           | 31 марта 2012    | 2     | 4:39  | Манаус, Бразилия               | Бой в промежуточном весе (194 фунтов).                    |
| Победа    | 19-4   | Джереми Хорн        | Раздельное решение                          | Superior Challenge 7                             | 30 апреля 2011   | 3     | 5:00  | Стокгольм, Швеция              | Завоевал пояс чемпиона Superior Challenge в среднем весе. |
| Победа    | 18-4   | Тор Троенг          | Удущающий приём (сзади)                     | Superior Challenge 6                             | 29 октября 2010  | 2     | 3:33  | Стокгольм, Швеция              |                                                           |
| Поражение | 17-4   | Мэтт Хорвич         | Удушающий приём (сзади)                     | Powerhouse World Promotions: War on the Mainland | 14 августа 2010  | 4     | 0:44  | Калифорния, США                | Чемпионат PWP в среднем весе.                             |
| Победа    | 17-3   | Джесси Тейлор       | Болевой приём (рычаг локтя из треугольника) | MFC 25                                           | 7 мая 2010       | 1     | 2:27  | Эдмонтон, Канада               |                                                           |
| Победа    | 16-3   | Рико Вашингтон сэр. | Удушающий приём (ручной треугольник)        | Bitetti Combat MMA 6                             | 25 февраля 2010  | 1     | 2:40  | Бразилиа, Бразилия             |                                                           |
| Победа    | 15-3   | Дин Листер          | Единогласное решение                        | MFC 23                                           | 4 декабря 2009   | 3     | 5:00  | Эдмонтон, Канада               |                                                           |
| Поражение | 14-3   | Алессио Сакара      | Раздельное решение                          | UFC 101                                          | 8 августа 2009   | 3     | 5:00  | Филадельфия, Пенсильвания, США |                                                           |
| Поражение | 14-2   | Андерсон Силва      | Единогласное решение                        | UFC 97                                           | 18 апреля 2009   | 5     | 5:00  | Монреаль, Квебек, Канада       | Бой за титул чемпиона UFC в среднем весе.                 |
| Победа    | 14-1   | Дрю Макфедрис       | Удушающий приём (сзади)                     | UFC 90                                           | 25 октября 2008  | 1     | 1:18  | Чикаго, Иллинойс, США          |                                                           |
| Победа    | 13-1   | Нейт Марквардт      | Раздельное решение                          | UFC 85                                           | 7 июня 2008      | 3     | 5:00  | Лондон, Англия                 | С Маркварда было снято два очка за нарушение правил.      |
| Робеда    | 12-1   | Райан Йенсен        | Болевой приём (рычаг локтя)                 | UFC 74                                           | 25 августа 2007  | 1     | 3:47  | Лас-Вегас, США                 | Лучший болевой приём вечера.                              |
| Победа    | 11-1   | Флойд Суорд         | Удушающий приём (ручной треугольник)        | The Ultimate Fighter 5 Finale                    | 23 июня 2007     | 1     | 3:50  | Лас-Вегас, США                 |                                                           |
| Победа    | 10-1   | Пит Селл            | Единогласное решение                        | UFC 69                                           | 7 апреля 2007    | 3     | 5:00  | Хьюстон, Техас, США            |                                                           |
| Поражение | 9-1    | Мартин Кампман      | Единогласное решение                        | The Ultimate Fighter 4 Finale                    | 11 ноября 2006   | 3     | 5:00  | Лас-Вегас, США                 |                                                           |
| Победа    | 9-0    | Хосе Лэнди-Джонс    | Удушающий приём (ручной треугольник)        | Jungle Fight 6                                   | 29 апреля 2006   | 1     | 2:40  | Манаус, Бразилия               |                                                           |
| Победа    | 8-0    | Осами Сибуя         | Единогласное решение                        | MARS                                             | 4 февраля 2006   | 3     | 5:00  | Токио, Япония                  |                                                           |
| Победа    | 7-0    | Джейсон Гуида       | Болевой приём (рычаг локтя)                 | Ultimate Warriors Combat 1                       | 10 декабря 2005  | 1     | 1:38  | Гонолулу, Гавайи, США          |                                                           |
| Победа    | 6-0    | Рональд Джун        | TKO (остановка врачом)                      | ROTR: Qualifiers                                 | 17 сентября 2005 | 3     | 0:32  | Гонолулу, Гавайи, США          |                                                           |
| Победа    | 5-0    | Густаво Мачадо      | Удущающий приём (ручной треугольник)        | Storm Samurai 8                                  | 2 июля 2005      | 3     | N/A   | Бразилиа, Бразилия             |                                                           |
| Победа    | 4-0    | Адам Ролан          | Болевой приём (рычаг локтя)                 | Rumble on the Rock 7                             | 7 мая 2005       | 1     | 0:49  | Гонолулу, Гавайи, США          |                                                           |
| Победа    | 3-0    | Флавио Луис Мура    | Удушающий приём (ручной треугольник)        | Vitoria Extreme Fighting 1                       | 29 мая 2004      | N/A   | N/A   | Витория, Бразилия              |                                                           |
| Победа    | 2-0    | Лусио Линарес       | TKO (остановка угловыми)                    | Vitoria Extreme Fighting 1                       | 29 мая 2004      | 1     | N/A   | Витория, Бразилия              |                                                           |
| Победа    | 1-0    | Фелипе Аринелли     | Удушающий приём (ручной треугольник)        | Shooto Brazil: Welcome to Hell                   | 23 ноября 2003   | 2     | N/A   | Рио-де-Жанейро, Бразилия       |                                                           |